# Esteban Santa María
Esteban Santa María fue un político peruano.
Durante la Campaña de la Breña en la Guerra del Pacífico, Santa María fue nombrado por el General Andrés A. Cáceres como miembro de la junta de administración y vigilancia junto con los señores José Manuel de la Haza, Guillermo Serna, Luis Carranza Ayarza y Francisco Flores Chinarro.
En 1907 fue elegido senador por el departamento de Junín. Desempeñó su mandato durante los primeros gobiernos de José Pardo y Barreda y Augusto B. Leguía. En los años 1910 fue Alcalde de Tarma renunciando a este cargo ante el Concejo al negarse a celebrar el matrimonio civil de dos personas de religión evangélica.